# Sockenpuppe (Netzkultur)

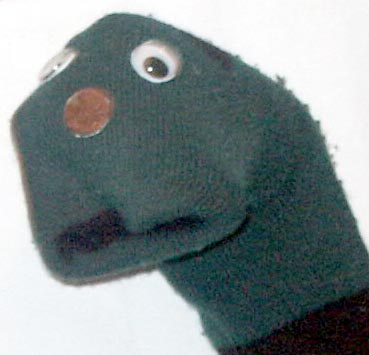
Eine Sockenpuppe ist im wörtlichen Sinn eine aus einer Socke hergestellte Handpuppe

Als Sockenpuppe (englisch sockpuppet, auch Fakeaccount, Zweitaccount, Multiaccount oder Doppelnick; Plural auch Mehrfachkonten) bezeichnet man im Netzjargon ein zusätzliches Benutzerkonto, das aus verschiedenen Gründen angelegt wurde.

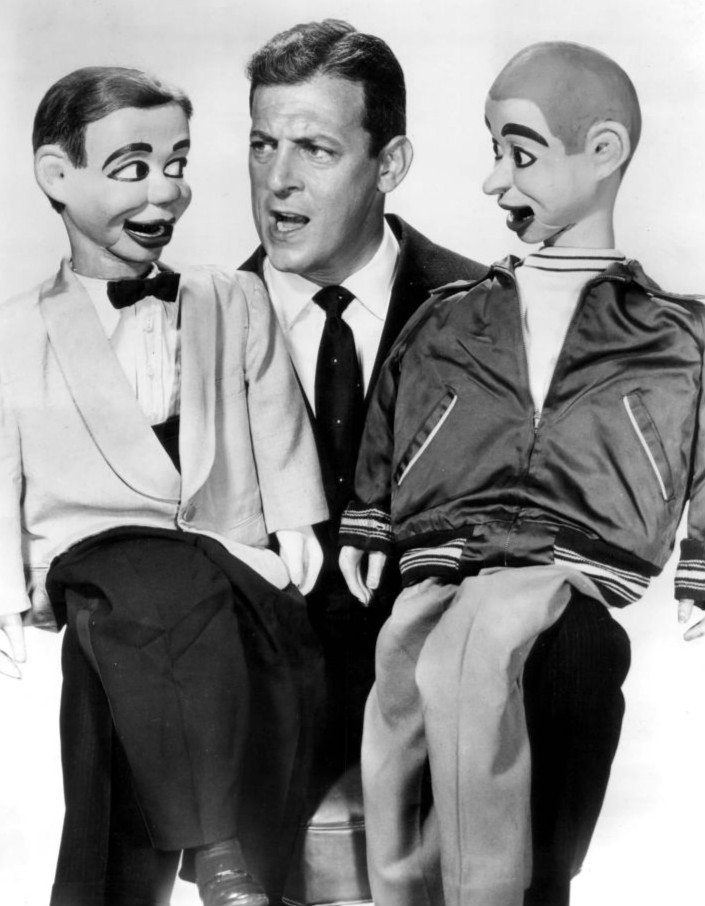
Bauchredner, der ein „Gespräch“ zweier Puppen vorführt. In der virtuellen Welt ist es deutlich schwerer zu erkennen, ob zwei Benutzerkonten (eventuelle „sprechende Puppen“) von derselben Person geführt werden.

## Begriff
Die erstmals 1993 im Usenet verwendete Bezeichnung spielt auf einen Bauchredner an, der mit seiner Handpuppe spricht. Dagegen bezeichnet meatpuppet („Fleischpuppe“) in Anlehnung an sockpuppet das Benutzerkonto eines weiteren Inhabers, der im Auftrag des ersten handelt, um Artikel und Diskussionen gezielt in dessen Sinne zu beeinflussen. Zum ersten Mal verwendet wurde der Begriff von William Gibson in seiner Neuromancer-Trilogie 1984.

## Gründe für die Verwendung von Sockenpuppen
Sockenpuppen können einerseits dem Schutz der Privatsphäre dienen, damit der Hauptaccount nicht mit bestimmten Themengebieten in Verbindung gebracht werden kann. Insbesondere bei einer Verknüpfung des Hauptaccounts mit dem Klarnamen des Benutzers wird auf Sockenpuppen zurückgegriffen.
Jedoch können Sockenpuppen auch im missbräuchlichen Sinn angelegt werden, um andere Benutzer oder deren Argumente zu diskreditieren oder illegitime Zwecke zu verfolgen. Dabei wird der vermeintliche Schutz einer „doppelten Anonymität“ ausgenutzt, indem für meinungsbildende Maßnahmen oder Störaktionen neben dem meist bereits pseudonymen, also unter einem Nicknamen angelegten und somit keinem Klarnamen bzw. Kontoinhaber zuzuordnenden Hauptkonto, eines oder mehrere Nebenkonten verwendet werden, um weitere künstliche Identitäten agieren zu lassen. Mit Sockenpuppen können auch Einzelmeinungen oder Vorschläge so verstärkt werden, dass diese mehrheitsfähig werden. Sie können also auch zur Meinungsbeeinflussung eingesetzt werden.
Wegen der relativ einfachen Möglichkeit, Sockenpuppen zu erschaffen, ist es in offenen Wikis, Internetforen sowie Kommentarbereichen von Blogs und anderen Online-Publikationen schwierig zu ermessen, wie viele Benutzer tatsächlich eine bestimmte Ansicht vertreten, da sich hinter mehreren ähnlich argumentierenden Pseudonymen ein und dieselbe Person verbergen kann.
Die Aufdeckung der missbräuchlichen Verwendung von Sockenpuppen führt beispielsweise in der Wikipedia zum Ausschluss sämtlicher bekannter Benutzerkonten. Zur Zuordnung von Benutzerkonten zu IP-Adressen kann dazu von dafür berechtigten Administratoren ein sogenanntes „Checkuser-Verfahren“ eingeleitet werden. Außerhalb der Wikipedia sind beispielsweise im VroniPlag-Wiki Fälle von Missbrauch mit Sockenpuppen in den deutschsprachigen Medien bekannt geworden.

## Bekannte Fälle
Im Jahr 2011 berichtete die britische Zeitung The Guardian über eine in Auftrag gegebene Software, die es dem US-Militär erlauben soll, über Sockenpuppen soziale Medien zu manipulieren. Dabei sollen bis zu 50 Militärbedienstete je maximal 10 separate Identitäten kontrollieren können. Ziel soll es demnach sein, unwillkommenen Meinungen entgegenzuwirken und falschen Konsens in nicht englischsprachigen Online-Foren herzustellen.
SWR Kultur veröffentlichte im Januar 2025 den Podcast Sockenpuppenzoo – Angriff auf Wikipedia, in dem die Journalisten Christoph Schattleitner, Vincent Kirchberg und Daniel Laufer bekannte Manipulationsversuche in der deutschsprachigen Wikipedia durch rechtsextreme Personen oder Gruppen in den 2000er und 2010er Jahren nachrecherchieren.